# Molar
O molar é o mais complexo dos dentes na maioria dos mamíferos. Situa-se na parte posterior da mandíbula. A sua função primária é triturar alimentos, o que lhe vale o nome, que significa "mó" ou "pedra de moinho". Como são dentes que possuem várias pontas em sua área de contato com os alimentos, são ditos multicúspides.
Além da função de triturar, é um dos primeiros dentes permanentes a erupcionar na arcada dentária (por volta dos seis anos de idade) determinando a chave de oclusão. Toda a pessoa que perde precocemente este dente certamente terá algum transtorno no futuro. A oclusão se desajusta, afetando a mastigação, e pode causar dores na articulação temporomandibular; desgastes dentários (pelo desajuste) aparecem visivelmente e também os dentes remanescentes começam a separar abrindo espaços. Nestes casos o tratamento reabilitador oferece ao paciente condições de quase normalidade. Geralmente, há necessidade de multiprofissionais atuando como protesista, ortodontista, implantodontista, entre outros. Existem, normalmente, doze molares e oito dentes pré-molares em um adulto.